# 伍惟善
伍惟善（16世紀—17世紀），字至甫、又字問道，江西吉安府安福縣城南人，明朝政治人物。

## 生平
伍惟善是萬曆十年（1582年）壬午科江西鄉試舉人，授五河知縣，當時地方水患頻繁，他親自繪圖並請求賑濟，上級不允許，於是他越級上奏，明神宗嘉許他的賢能，並如其所請，陞太僕寺丞，因六科阻礙改陞湖州同知，在官署不收餽贈，代知縣不入羨餘，官舍醬藥缺乏，他典當袍帶供用，請求終養未允，府內父老挽留他，他說：「我和各位如父子很快樂，但我的父母年過九十卻不能來，無法照顧於心何忍？」再次陳情，獲允後就得知父親去世而回鄉，其後歷任鄖陽同知、黎平知府，官至貴州副使均有政績，去世後入祀名宦祠、鄉賢祠。

## 引用
1. 1 2  乾隆《安福縣志·卷十一·人物志》：伍惟善，字至甫，城南人，萬厯壬午鄉舉，知五河縣，歲苦澇民四徙，惟善繪圖力請且自為，疏上之得賑濟免徵，民賴全活，遷貳湖州，擢知黎平府，陞貴州副使，所至有善政，沒祀名宦鄉賢 參通志。
2. ↑  光緒《重修五河縣志·卷十二·官師志》：伍惟善 江西安福人，由舉人萬厯年任，時水患頻仍，繪圖詳請蠲賑，大吏弗允，善乃越職疏請，奏入上嘉其賢能，俯如所請，擢太僕寺丞，為言官所阻，陞湖州府同知，士民立祠祀之。
3. ↑  同治《湖州府志·卷六十二·名宦錄》：伍惟善，字問道，安福人，以乙科厯湖州同知，居廳不受詞不通饋，奉檄署縣不入羨餘，又檄署府，官舍中醬藥冗費告匱，至典袍帶以給用，乞終養不報，父老固留之，為好語慰藉，曰：「吾與若屬泃沬如父子然甚樂，而吾翁嫗年皆九十餘不能來，我不能旦暮子舍顧，何心若屬？」乃涕泣陳情，甫得請適聞父訃遂徒跣歸，士民識其政數端，勒碑峴山。 胡志